# Neurogomphus martininus
Neurogomphus martininus – gatunek ważki z rodziny gadziogłówkowatych (Gomphidae).